# Ústí nad Labem západ
Ústí nad Labem západ – stacja kolejowa w Uściu nad Łabą, w kraju usteckim, w Czechach. Znajduje się na wysokości 145 m n.p.m.
Jest zarządzana przez Správę železnic. Na stacji istnieje możliwość zakupu biletów i rezerwacji miejsc.

## Linie kolejowe
- 072 Lysá nad Labem – Ústí nad Labem západ
- 130 Ústí nad Labem – Chomutov
- 131 Ústí nad Labem – Úpořiny – Bílina